# 山田玲菜
泉 怜菜（いずみ れいな、1996年2月14日 -)は、日本の女性ファッションモデル、グラビアモデル、タレント。
静岡県出身。旧芸名山田 玲菜（やまだ れいな）、百菜 れい（ももな れい）。

## 略歴
2016年6月25日、渋谷WOMBにて琉球アジアコレクションのスピンオフ企画であるLOVE&LOVE Collection 2016に出演。
2016年8月6日、総合格闘技イベントGrachan（グラチャン）のラウンドガールになる。
2016年9月11日、クルマガジンオフィシャルイメージガール CARLSのメンバーに加入。
2016年9月17日、ワールド記念ホールにて開催された神戸コレクションA/Wに出演。
2016年10月2日、ミス東京夢の島マリーナコンテストにて準グランプリを獲得。
2016年11月20日、新生イエローキャブに初期メンバーとして加入。
2017年2月14日、小学館『ビッグコミックスペリオール』主催「スペリオール ガールズグランプリ2017」にて準グランプリを獲得。
2017年3月24日、MOTOR GAMES SUPPORT GIRLS 2017追加メンバーに就任。
2018年2月19日、SHOWROOMイベント「ドルキャノ出演権争奪戦」にて優勝し「あらぶんちょ！ドルキャノ」（東京ケーブルネットワーク）に出演。さらに番組でも優勝を果たしたため、次回も参戦することとなった。
2019年2月1日、山田玲菜から百菜れいへの改名を公表。2020年4月1日、新たにアーティストハウス・ピラミッドに所属し、泉玲菜に改名することを公表。2021年7月31日を以て事務所との契約を解除。その後は芸能ではなく美容の仕事をメインとしていくとしているものの、フリーで撮影や撮影会もやりたいとしているため、芸能界を完全に引退したわけではない。

## 人物

### 趣味・特技
- 趣味は音楽鑑賞、スポーツ[1]、特技はバク転が出来る[2]。

## 出演

### テレビ番組
- 山里と100人の美女（2017年1月2日、TBSテレビ）
- MOTOR GAMES TV（2017年4月 - 、J SPORTS）
- あらぶんちょ!（2018年、東京ケーブルネットワーク）

### ラジオ
- SHOWGATE MODELSのLOVEPOTION（2017年2月 - 、レインボータウンエフエム放送）

### ランウェイ
- LOVE&LOVE Collection（2016年6月25日）[3]
- 神戸コレクション（2016年9月17日）[5]

## イメージビデオ
- ray beam!（ファインクリエイト、2020年1月3日） - 百菜れい名義[15]
- 綺麗なお姉さんと恋したい（竹書房、2020年11月20日） - 泉怜菜名義[16][17]

## 書籍

### 雑誌
- A-CARS Vol.284 2016年12月号（株式会社マガジンボックス、139・152頁、2016年11月2日 ）[18]
- Custom Trucks Mag.Vol.10 APRIL.2017（株式会社グラフィス、表紙・6頁から13頁、2017年2月25日 ）[19]
- ビッグコミックスペリオール2017年12号（小学館、表3、2017年5月26日 ）[20]

### コミック
- 旅の四宝第1巻（小学館、初版本のカバー裏および帯、2017年4月28日）